# Bruckneudorf
Bruckneudorf (ungarisch Királyhida, Bruckújfalu, Bruck-Újfalu; auch Bruckneudorf-Kaisersteinbruch) ist eine Gemeinde mit 3108 Einwohnern (Stand 1. Jänner 2025) im Burgenland, die geographisch und historisch den über die Landesgrenze hinausgewachsenen Teil der niederösterreichischen Stadt Bruck an der Leitha darstellt.

## Geografie

### Gemeindegliederung
Das Gemeindegebiet umfasst folgende drei Ortschaften (in Klammern Einwohnerzahl Stand 1. Jänner 2025):
- Bruckneudorf (2813) samt Feriensiedlung Bruckneudorf und Fohlenhof
- Kaisersteinbruch (247)
- Königshof (48)

Die Gemeinde besteht aus den Katastralgemeinden Bruckneudorf und Kaisersteinbruch.

### Nachbargemeinden
|                   | Bruck an der Leitha (BL)                    | Rohrau (BL) |
| Sommerein (BL)    | Kompassrose, die auf Nachbargemeinden zeigt | Parndorf    |
| Breitenbrunn (EU) | Winden am See                               | Jois        |

### Klima
|                        | Jan  | Feb  | Mär  | Apr  | Mai  | Jun  | Jul  | Aug  | Sep  | Okt  | Nov  | Dez  |   |      |
| Mittl. Temperatur (°C) | −0,5 | 1,0  | 5,1  | 10,4 | 15,4 | 18,4 | 20,8 | 20,4 | 15,7 | 10,3 | 4,8  | 0,5  | ⌀ | 10,2 |
| Mittl. Tagesmax. (°C)  | 2,1  | 4,5  | 9,8  | 16,0 | 21,2 | 24,2 | 27,1 | 26,6 | 21,2 | 14,8 | 7,6  | 2,8  | ⌀ | 14,9 |
| Mittl. Tagesmin. (°C)  | −2,6 | −1,6 | 2,0  | 6,1  | 10,7 | 13,6 | 15,8 | 15,7 | 11,9 | 7,2  | 2,5  | −1,4 | ⌀ | 6,7  |
|                        |      |      |      |      |      |      |      |      |      |      |      |      |   |      |
| Niederschlag (mm)      | 28   | 27   | 38   | 35   | 60   | 70   | 63   | 64   | 57   | 39   | 45   | 40   | Σ | 566  |
|                        |      |      |      |      |      |      |      |      |      |      |      |      |   |      |
| Luftfeuchtigkeit (%)   | 75,5 | 65,7 | 55,9 | 47,5 | 49,4 | 49,9 | 45,2 | 45,7 | 53,4 | 61,1 | 73,9 | 79,5 | ⌀ | 58,5 |

| −2,6 |

| −1,6 |

| 2,0 |

| 6,1 |

| 10,7 |

| 13,6 |

| 15,8 |

| 15,7 |

| 11,9 |

| 7,2 |

| 2,5 |

| −1,4 |

| −2,6 |

| −1,6 |

| 2,0 |

| 6,1 |

| 10,7 |

| 13,6 |

| 15,8 |

| 15,7 |

| 11,9 |

| 7,2 |

| 2,5 |

| −1,4 |

## Geschichte
In der römischen Antike lag das Areal des heutigen Bruckneudorf an einem der wichtigsten Fernverkehrswege Europas, der Bernsteinstraße, die dort die Leitha überquerte. Im 1. und 2. Jahrhundert existierte in der Gemarkung Pfaffengraben beim heutigen Autobahnknoten Bruckneudorf eine einheimische Siedlung. Im Randbereich dieses Dorfes waren vermutlich auch einige römische Soldaten stationiert, die dort eine Nachschubbasis für die Truppen an der nördlich gelegenen Donaugrenze unterhielten. In direkter Nachbarschaft dazu entstand im 2. Jahrhundert eine Straßenstation (mansio), die die einheimische Siedlung überdauerte und bis in die Spätantike Bestand hatte. Zu dieser Zeit existierte im Bereich der Gemarkung Pfaffengraben nur noch ein kleines Gehöft. Ein weiterer Bauernhof, der seit dem 1./2. Jahrhundert in einiger Entfernung in der südlich anschließenden Gemarkung Heidwiesen lag, machte in der Spätantike dagegen eine gewaltige Entwicklung durch und wurde zu einem der größten Landsitze des heutigen Österreich. Diese sogenannte Kaiservilla Bruckneudorf ist vor allem wegen ihrer reichen Mosaikausstattung bemerkenswert.
Außer diesen Fundorten östlich des heutigen Ortes befand sich noch auf dem Truppenübungsplatz westlich von Bruckneudorf, beim „Öden Kloster“, die römische Villa von Königshof-Ödes Kloster. Ein awarisches Gräberfeld aus dem Frühmittelalter wurde 2002 bis 2004 bei bauvorgreifenden Ausgrabungen entdeckt, die durch den Ausbau der Nordost Autobahn notwendig geworden waren.
Das heutige Bruckneudorf entstand Mitte des 19. Jahrhunderts als Vorstadt von Bruck an der Leitha auf damals ungarischem Gebiet. Die Stadt stellte auch die Geldmittel zur Gründung zur Verfügung. Auf dem heutigen Ortsgebiet wurden 1846 der Bahnhof und 1867 ein Militärlager errichtet. Der ursprüngliche ungarische Name Bruck Ujfalu wurde 1900 in Királyhida geändert. In Gegensatz zu anderen unmittelbar an der Grenze liegenden Gemeinden im ehemaligen Deutsch-Westungarn hatte Bruckneudorf einen vergleichsweise sehr hohen ungarischen Bevölkerungsanteil, der aber hauptsächlich aus Zoll- und Bahnbeamten sowie Soldaten bestand (1910: 54,3 %). Nach Angliederung des Burgenlandes an Österreich nach Ende des Ersten Weltkriegs bzw. dem Rückzug großer Teile der oben genannten Berufsgruppen nach Ungarn änderte sich auch die ethnisch-sprachliche Situation. Die letzten Volkszählungsergebnisse (2001, 1991) weisen einen Anteil von jeweils 1,7 % ungarischsprachiger Bevölkerung aus (Wohnbevölkerung mit österreichischer Staatsbürgerschaft); für Kaisersteinbruch 6,1 % bzw. 4 %.
Im Jahr 1971 wurden Bruckneudorf und Kaisersteinbruch (mit dem dazu gehörigen Königshof) im Rahmen des Gemeindestrukturverbesserungsgesetzes zu einer Gemeinde vereinigt.
Eine aus den 1930er Jahren dokumentierte Freiwillige Feuerwehr Kaisersteinbruch wurde 1968 neu gegründet. Erst 2017 wurde die Freiwillige Feuerwehr Bruckneudorf gegründet.

### Historische Landkarten

Norden
Süden

### Bevölkerungsentwicklung
| Bruckneudorf: Einwohnerzahlen von 1869 bis 2025     | Bruckneudorf: Einwohnerzahlen von 1869 bis 2025 | Bruckneudorf: Einwohnerzahlen von 1869 bis 2025 | Bruckneudorf: Einwohnerzahlen von 1869 bis 2025 | Bruckneudorf: Einwohnerzahlen von 1869 bis 2025 |
| --------------------------------------------------- | ----------------------------------------------- | ----------------------------------------------- | ----------------------------------------------- | ----------------------------------------------- |
| Jahr                                                |                                                 |                                                 |                                                 | Einwohner                                       |
| 1869                                                | 1869                                            |                                                 | 792                                             | 792                                             |
| 1880                                                | 1880                                            |                                                 | 764                                             | 764                                             |
| 1890                                                | 1890                                            |                                                 | 912                                             | 912                                             |
| 1900                                                | 1900                                            |                                                 | 1.283                                           | 1.283                                           |
| 1910                                                | 1910                                            |                                                 | 1.571                                           | 1.571                                           |
| 1923                                                | 1923                                            |                                                 | 1.548                                           | 1.548                                           |
| 1934                                                | 1934                                            |                                                 | 2.174                                           | 2.174                                           |
| 1939                                                | 1939                                            |                                                 | 1.932                                           | 1.932                                           |
| 1951                                                | 1951                                            |                                                 | 1.746                                           | 1.746                                           |
| 1961                                                | 1961                                            |                                                 | 1.830                                           | 1.830                                           |
| 1971                                                | 1971                                            |                                                 | 1.694                                           | 1.694                                           |
| 1981                                                | 1981                                            |                                                 | 1.853                                           | 1.853                                           |
| 1991                                                | 1991                                            |                                                 | 1.947                                           | 1.947                                           |
| 2001                                                | 2001                                            |                                                 | 2.609                                           | 2.609                                           |
| 2011                                                | 2011                                            |                                                 | 2.870                                           | 2.870                                           |
| 2021                                                | 2021                                            |                                                 | 3.038                                           | 3.038                                           |
| 2025                                                | 2025                                            |                                                 | 3.108                                           | 3.108                                           |
| Quelle(n): Statistik Austria, Gebietsstand 1.1.2021 |                                                 |                                                 |                                                 |                                                 |

## Kultur und Sehenswürdigkeiten
- Kaiservilla Bruckneudorf
- König-Franz-Joseph-Denkmal
- Schloss Königshof
- Katholische Pfarrkirche Kaisersteinbruch Hll. Rochus und Sebastian
- Steinmetzmuseum Kaisersteinbruch
- Bunkeranlage Ungerberg
- Die ehemalige k.k. Militär-Konservenfabrik – heute ein Supermarkt – steht unter Denkmalschutz. Zu ihrer Anlage gehört auch ein Lagergebäude und eine ehemalige Erbsenschälerei (beide Gebäude ebenfalls unter Schutz), letztere wurde in den frühen 2020ern umgebaut und die Volksschule sowie ein Kulturzentrum dort untergebracht.

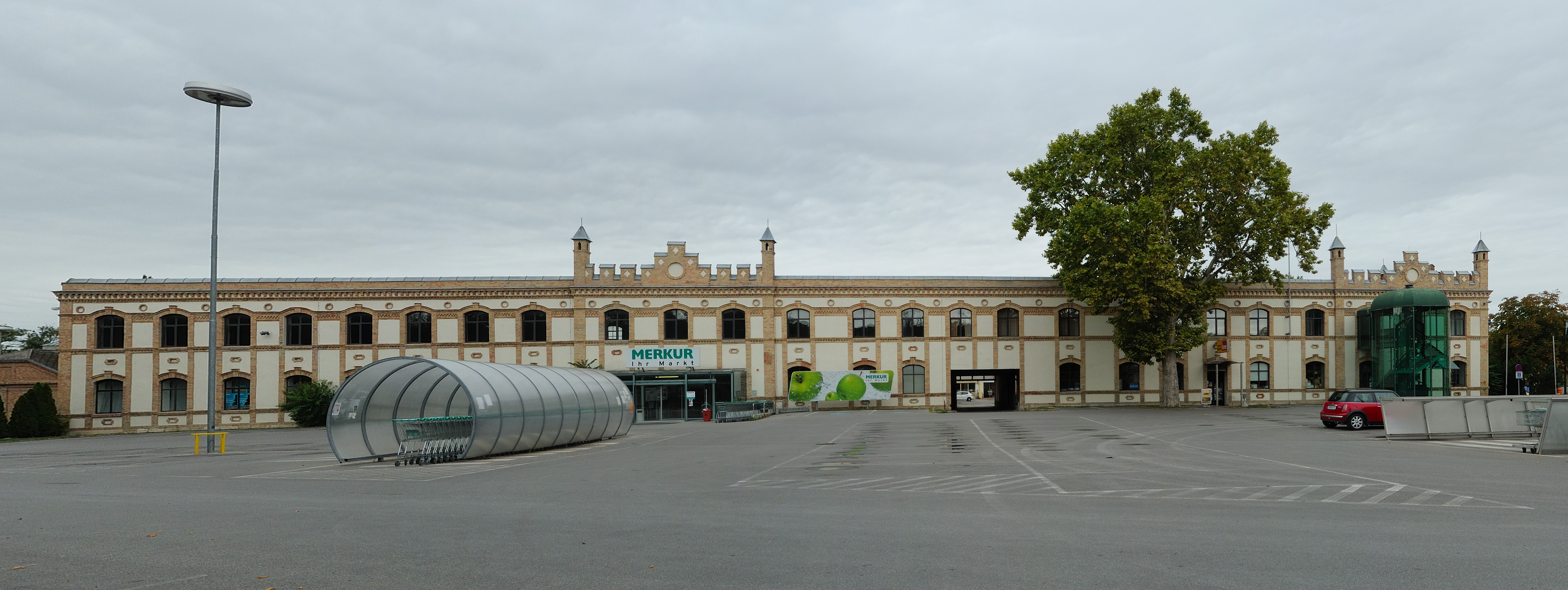
Die ehemalige Konservenfabrik
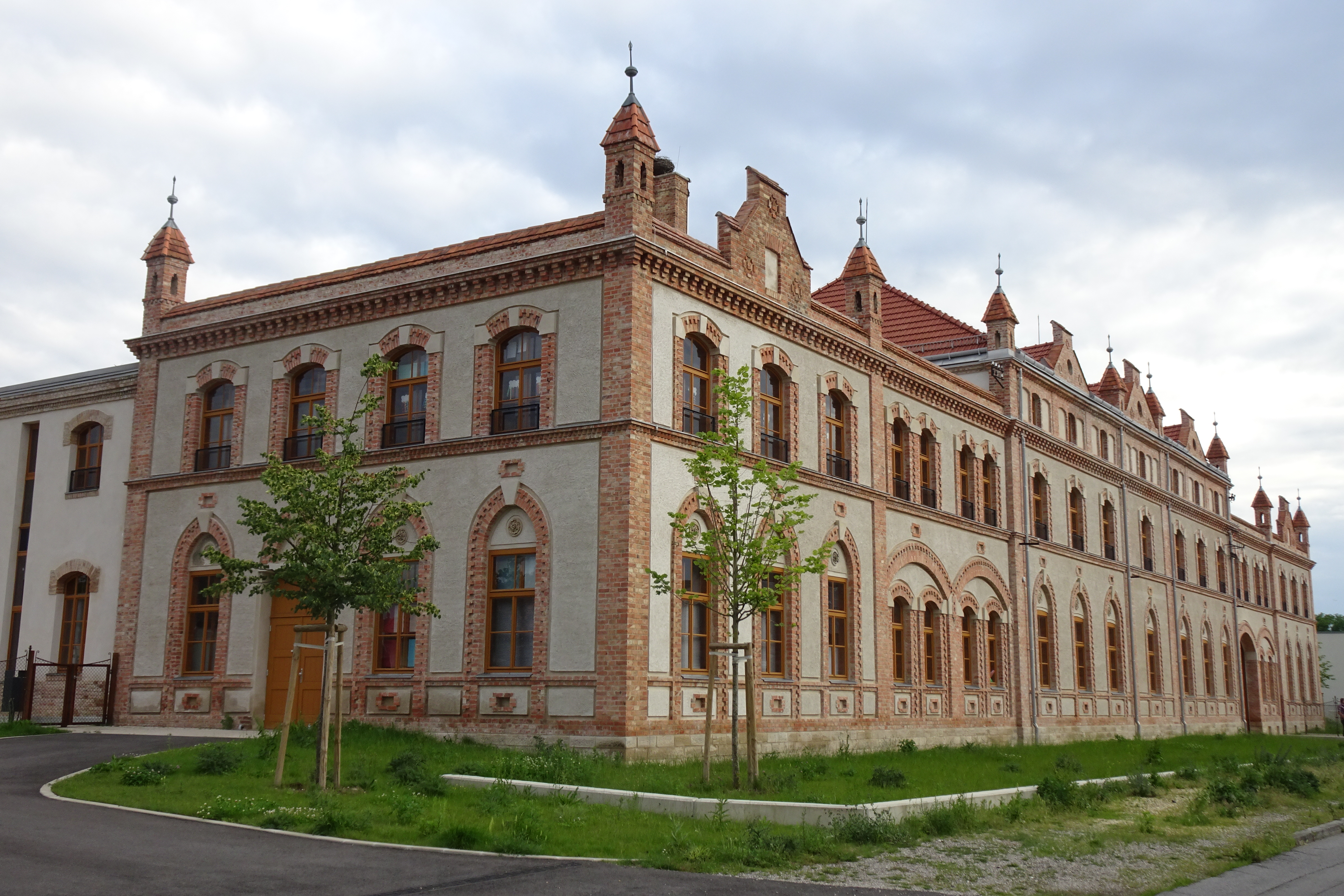
Die Volksschule und ehemalige Erbsenschälerei
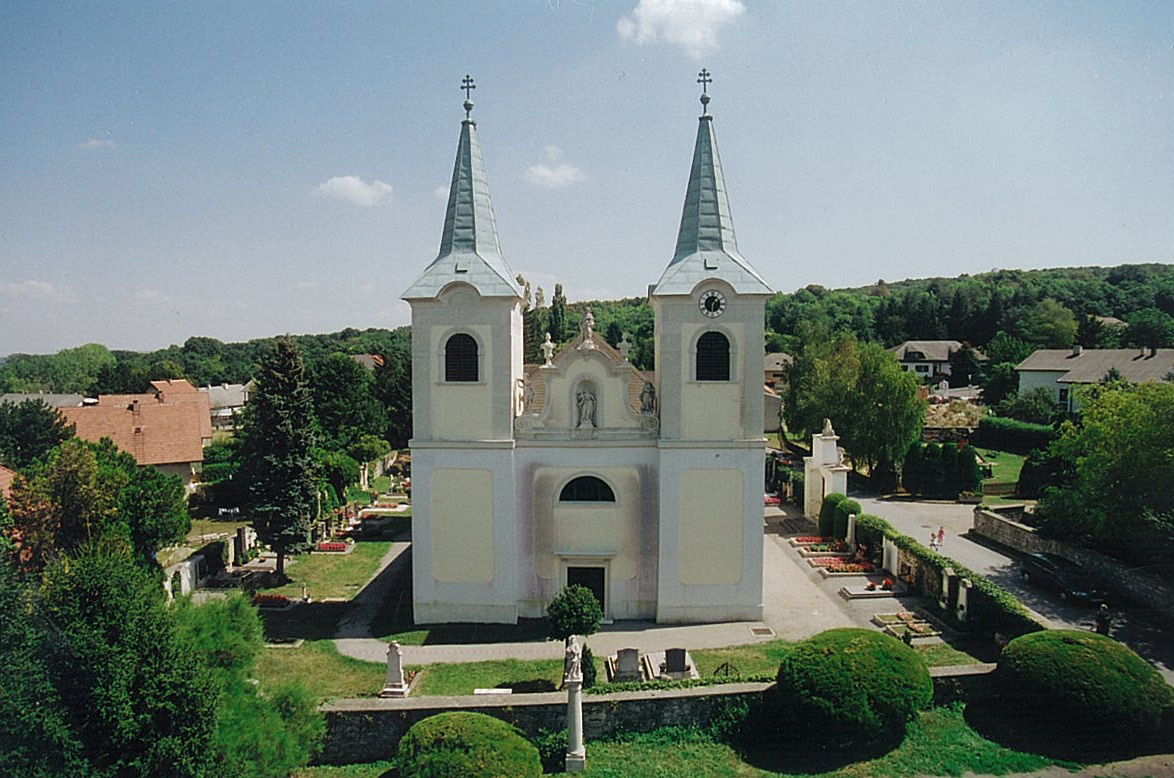
Pfarrkirche Kaisersteinbruch
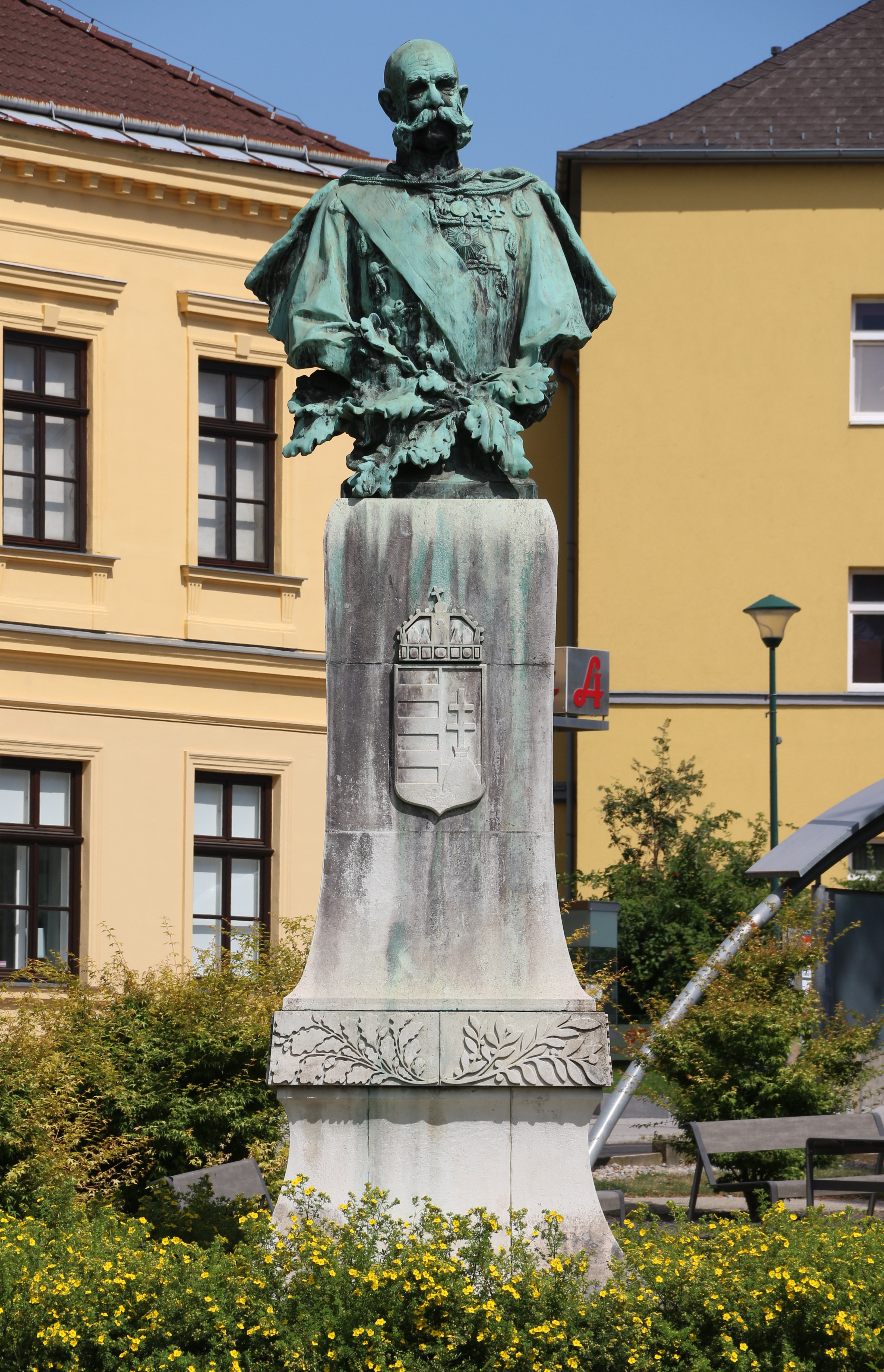
König Franz Joseph-Denkmal
Angererdorf, die Häuserkampfanlage im Truppenübungsplatz aus der Luft

Dazu kommen noch etliche Marterl und sonstige Flurdenkmäler zum Beispiel das Bäckerkreuz auf dem Truppenübungsplatz.

## Wirtschaft und Infrastruktur
Überregionale Bedeutung hat der Truppenübungsplatz Bruckneudorf (TÜPL BN) des Bundesheeres.

### Verkehr
Bahn: Der Bahnhof Bruck an der Leitha ist ein wichtiger Verkehrsknotenpunkt der Ostbahn. Er ist von großer Bedeutung auch für Bruckneudorf.

## Politik

### Gemeinderat
Der Gemeinderat umfasst aufgrund der Einwohnerzahl insgesamt 23 Mitglieder.
| Partei          | 2022             | 2022             | 2022             | 2017             | 2017             | 2017             | 2012             | 2012             | 2012             | 2007             | 2007             | 2007             | 2002             | 2002             | 2002             | 1997             | 1997             | 1997             |
| Partei          | Sti.             | %                | M.               | Sti.             | %                | M.               | Sti.             | %                | M.               | Sti.             |                  | M.               | Sti.             | %                | M.               | Sti.             | %                | M.               |
| --------------- | ---------------- | ---------------- | ---------------- | ---------------- | ---------------- | ---------------- | ---------------- | ---------------- | ---------------- | ---------------- | ---------------- | ---------------- | ---------------- | ---------------- | ---------------- | ---------------- | ---------------- | ---------------- |
| SPÖ             | 986              | 78,32            | 19               | 906              | 67,36            | 16               | 830              | 61,99            | 14               | 902              | 70,41            | 17               | 1052             | 74,19            | 18               | 849              | 75,27            | 17               |
| FPÖ             | 183              | 14,54            | 3                | 222              | 16,51            | 4                | 281              | 20,99            | 5                | 63               | 4,92             | 1                | 79               | 5,57             | 1                | 139              | 12,32            | 2                |
| ÖVP             | 90               | 7,15             | 1                | 129              | 9,59             | 2                | 228              | 17,03            | 4                | 266              | 20,77            | 5                | 287              | 20,24            | 4                | 140              | 12,41            | 2                |
| Grüne           | nicht kandidiert | nicht kandidiert | nicht kandidiert | 88               | 6,54             | 1                | nicht kandidiert | nicht kandidiert | nicht kandidiert | nicht kandidiert | nicht kandidiert | nicht kandidiert | nicht kandidiert | nicht kandidiert | nicht kandidiert | nicht kandidiert | nicht kandidiert | nicht kandidiert |
| FBL             | nicht kandidiert | nicht kandidiert | nicht kandidiert | nicht kandidiert | nicht kandidiert | nicht kandidiert | nicht kandidiert | nicht kandidiert | nicht kandidiert | 50               | 3,90             | 0                | nicht kandidiert | nicht kandidiert | nicht kandidiert | nicht kandidiert | nicht kandidiert | nicht kandidiert |
| Wahlberechtigte | 2569             | 2569             | 2569             | 2354             | 2354             | 2354             | 2337             | 2337             | 2337             | 2286             | 2286             | 2286             | 2087             | 2087             | 2087             | 1768             | 1768             | 1768             |
| Wahlbeteiligung | 57,49 %          | 57,49 %          | 57,49 %          | 65,25 %          | 65,25 %          | 65,25 %          | 66,80 %          | 66,80 %          | 66,80 %          | 62,07 %          | 62,07 %          | 62,07 %          | 73,36 %          | 73,36 %          | 73,36 %          | 71,95 %          | 71,95 %          | 71,95 %          |

### Bürgermeister

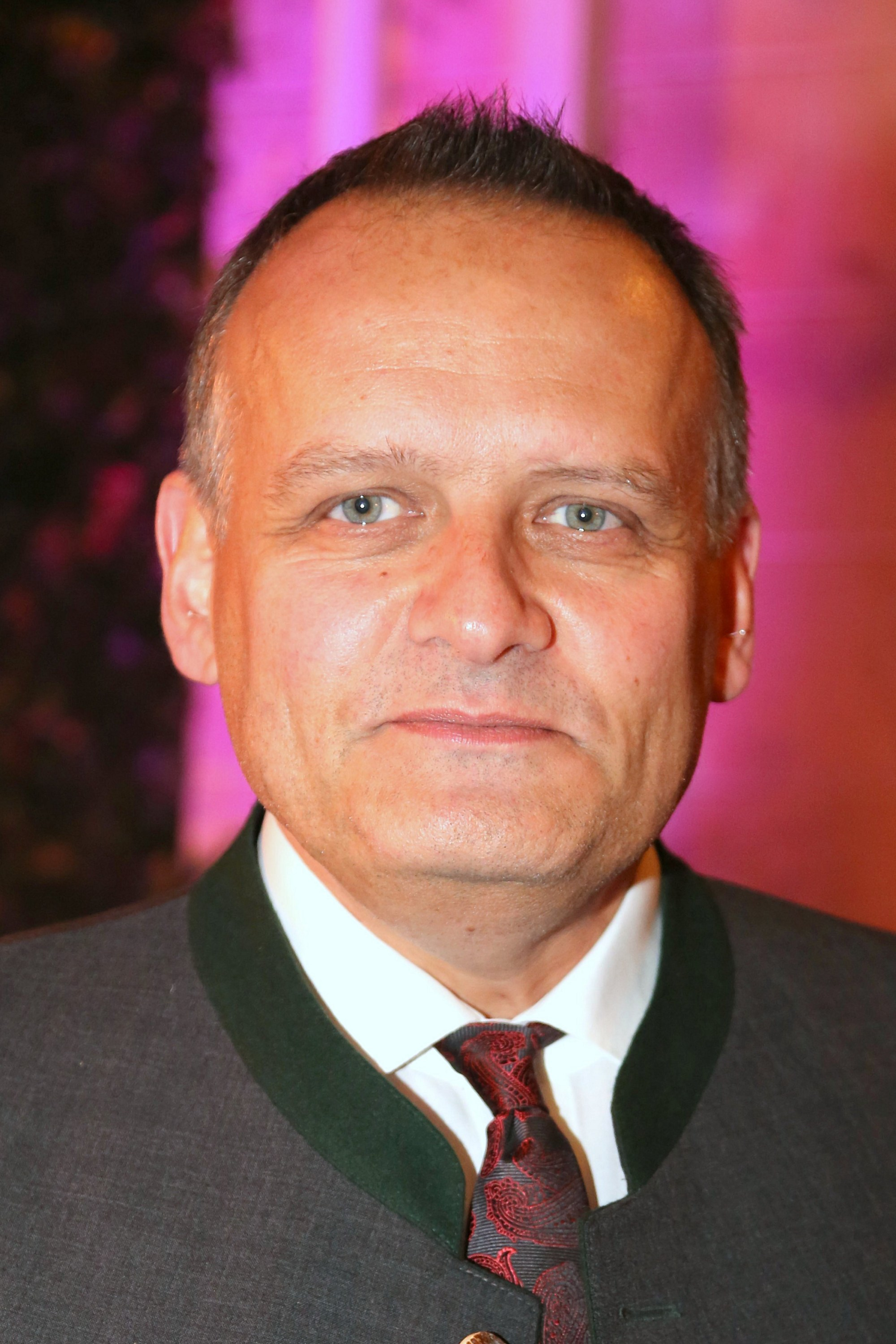
Bürgermeister Gerhard Dreiszker (2017)

Bürgermeister ist seit 2012 Gerhard Dreiszker (SPÖ). Bei der Bürgermeister-Direktwahl 2017 setzte er sich bei zwei Gegenkandidaten mit 79,99 % der Stimmen durch. Bei der Wahl 2022 erhielt er 86,84 Prozent der Stimmen im ersten Wahlgang.
Vizebürgermeister ist Gerold Eder (SPÖ).
Ortsvorsteher von Kaisersteinbruch ist Josef Hofer (SPÖ).

### Chronik der Bürgermeister
| von       | bis       | Bürgermeister            |
| --------- | --------- | ------------------------ |
| 1898      | 1918      | Joszef Schöberl          |
| 1919      | 1922      | Karl Schöberl            |
| 1922      | 1934      | Heinrich Sachs           |
| 1934      | 1938      | Johann Tyl               |
| 1938      | 1939      | Hans Oskar               |
| 1950      |           | Karl Mliner              |
| 1950      | 1951      | Hans Sachs               |
| 1951      | 1959      | Franz Pschill            |
| 1959      | 1965      | Rudolf Vihanek           |
| 1965      | 1983      | Johann Margl             |
| 1983      | 1985      | Ferdinand Bauer          |
| 1985      | 1987      | Ernestine Schötz         |
| 1987      | 2007      | Franz Schmitzhofer (SPÖ) |
| 2007      | 2012      | Gerlinde Weiss (SPÖ)     |
| seit 2012 | seit 2012 | Gerhard Dreiszker        |

### Wappen
|  | Bruckneudorf wurde das Wappen am 22. Oktober 1994 verliehen Blasonierung: „In rotem Schild eine goldene, gefugte und mit fünf Zinnen versehene Brücke, überhöht von einer goldenen Blätterkrone.“ Bedeutung: Die Brücke symbolisiert einerseits den Wortteil „Bruck“ (= Brücke) und andererseits weist sie auf die Verbindungsrolle der Gemeinde am uralten Grenzfluss Leitha hin. Die Blätterkrone ergibt sich durch verschiedene Überlegungen, die in der Geschichte des Ortsgebietes liegen. Sie weist auf die Bezeichnungen Chunigesprunne (Königsbrunn), Königshof, Kaisersteinbruch, Königshufen und Königsdenkmal hin. Nicht zuletzt hieß der Ort zwischen 1898 und 1921 „Kiralyhida“ (= Königsbrücke). Die Wahl der Farben (rot/gold) dokumentieren die Zugehörigkeit zum Burgenland. |

## Persönlichkeiten

### Söhne und Töchter der Gemeinde
- Raymundus Regondi (1652–1715), Abt des Stiftes Altenburg 1681–1715
- Mario Jaksch (* 1981), Abgeordneter zum Burgenländischen Landtag

### Mit der Gemeinde verbundene Persönlichkeiten
- Ferenc Gyurcsek (1942–2023), Bildhauer und Restaurator